# ماموشی
ماموشی (انگلیسی: Mamushi) یک گونه مارهای زهرآگین، افعی چاله‌دار است که در ژاپن یافت می‌شود.